# Dobermühle
Dobermühle ist ein Gemeindeteil der Gemeinde Tschirn im Landkreis Kronach (Oberfranken, Bayern).

## Geographie
Die Einöde liegt an der Dober und an dessen namenlosen linken Zufluss. Die Flusstäler sind tief eingeschnitten und bewaldet. Die Staatsstraße 2198 führt nach Tschirn (1 km östlich) bzw. nach Rappoltengrün (1,3 km nordwestlich).

## Geschichte
Dobermühle gehörte zur Realgemeinde Tschirn. Das Hochgericht übte das bambergische Centamt Teuschnitz aus. Die Grundherrschaft über die Mahl- und Schneidmühle hatte das Kastenamt Teuschnitz inne.
Mit dem Gemeindeedikt wurde Dobermühle dem 1808 gebildeten Steuerdistrikt Tschirn und der 1818 gebildeten Ruralgemeinde Tschirn zugewiesen.

### Einwohnerentwicklung
| Jahr      | 001818 | 001861 | 001871 | 001885 | 001900 | 001925 | 001950 | 001961 | 001970 | 001987 |
| Einwohner | *      | 8      | 6      | 6      | 10     | 5      | 5      | 6      | 7      | 4      |
| Häuser    | *      |        |        | 1      | 1      | 1      | 1      | 1      |        | 1      |
| Quelle    | [ 5 ]  | [ 7 ]  | [ 8 ]  | [ 9 ]  | [ 10 ] | [ 11 ] | [ 12 ] | [ 13 ] | [ 14 ] | [ 1 ]  |

## Religion
Der Ort ist römisch-katholisch geprägt und nach St. Jakob in Tschirn gepfarrt.